# Primer Ejército Aerotransportado Aliado
El Primer Ejército Aerotransportado Aliado  (en inglés First Allied Airborne Army) fue una unidad militar aliada creada el 2 de agosto de 1944 por orden del general Dwight D. Eisenhower, comandante supremo aliado de la Fuerza Expedicionaria Aliada. La formación era parte de la Fuerza Expedicionaria Aliada y la encargada del control de todas las fuerzas aerotransportadas aliadas en Europa Occidental durante 1944 y 1945. 
Las unidades que la componían eran: IX Troop Carrier Command, el XVIII Cuerpo Aerotransportado, que controlaba la 82.ª División Aerotransportada, la 101.ª División Aerotransportada, la 17.ª División Aerotransportada y una serie de unidades aéreas independientes, y todas las fuerzas británicas aerotransportadas la 1.ª División Aerotransportada y la 6.ª División Aerotransportada.
Desde el momento de su creación hasta finales de la Segunda Guerra Mundial, tuvo el mando de las fuerzas aliadas Aerotransportadas que participaron en el avance de los Aliados a través de Europa noroccidental, incluyendo la Operación Market-Garden en septiembre de 1944, rechazando la contraofensiva alemana en marcha durante la batalla de las Ardenas entre diciembre de 1944 y enero de 1945, y la Operación Varsity en marzo de 1945. 
La formación fue oficialmente desactivada el 20 de mayo de 1945, con las unidades bajo mando británico. Con el regreso de las unidades al Reino Unido y a los Estados Unidos, se rebautizó como Primer Ejército Aerotransportado y tomó el mando de la zona de ocupación estadounidense en Berlín.

## Formación
El Primer Ejército Aerotransportado Aliado se activó el 2 de agosto de 1944, por orden de general Dwight D. Eisenhower, comandante supremo aliado de la Fuerza Expedicionaria Aliada. Eisenhower creía que una sola agencia estaba obligada a coordinar todas las unidades aéreas y de transporte de tropas y que tendría la autoridad para dirigir las operaciones en las que participaran, así como el mando del ejército, unidades navales y de la fuerza aérea.
La planificación para la creación del Primer Ejército Aerotransportado Aliado había comenzado varias semanas antes del comienzo de Operación Overlord, con una subsección del Cuartel General Supremo Aliado de la Fuerza Expedicionaria recomendando desde el 20 de mayo de 1944 que todas las fuerzas aerotransportadas británicas y estadounidenses se unificasen bajo una sola formación; las unidades de transporte de tropas, sin embargo, seguirían siendo independientes y bajo el control de la Fuerza Aérea Expedicionaria Aliada.
Esta recomendación fue enviada al Primer Grupo de Ejército de Estados Unidos, al 21.er Grupo de Ejércitos británico y la Fuerza Aérea Expedicionaria Aliada, (AEAF por sus siglas en inglés), pero fue criticada y rechazada por el Jefe de Estado Mayor del Primer Grupo de Ejército de Estados Unidos, el general de división Leven C. Allen. Allen argumenta que el mayor número de tropas estadounidenses en el aire, las diferencias de equipamiento y personal entre las formaciones británicas y estadounidenses, y el hecho de los aviones de transporte disponibles solo tenían capacidad para llevar el número total de las tropas aerotransportadas estadounidenses y no las británicas, significaba que no había necesidad de un mando unificado para las fuerzas aerotransportadas estadounidenses y británicas.
Sin embargo, el 21.er Grupo de Ejércitos y la Fuerza Aérea Expedicionaria Aliada estuvieron de acuerdo con la recomendación, ambas sugiriendo algunos cambios menores, que finalmente se realizaron, y el 17 de junio el general de H.R. Bull Asistente del Jefe Estado Mayor (G-3) del Cuartel General Supremo de la Fuerza Expedicionaria Aliada, recomendó la creación de un cuartel general combinado.
Eisenhower había estado pensando en crear una organización que controlase tanto las fuerzas aéreas como las unidades de transporte de tropas, al mando de un oficial de alto rango del Cuerpo Aéreo del Ejército de los Estados Unidos. La creación de esa organización, sin embargo, se vio complicada por la posición de la Royal Air Force, que era una organización independiente a diferencia del Cuerpo Aéreo del Ejército de los Estados Unidos, que estaba controlado por el Ejército de Estados Unidos. 
Otros problemas fueron creados por funcionarios de la AEAF, que se quejaban de los problemas administrativos que se crearían mediante la asignación de unidades de la Royal Air Force al cuartel general combinado propuesto y por las objeciones personales del Comandante Supremo de las Fuerzas Aéreas Trafford Leigh-Mallory, quien argumentó que a la recomendación original se debe seguir la de un comando unificado de las fuerzas aerotransportadas estadounidenses y británicas, pero que las unidades de transporte de tropas estuvieran bajo el mando de la AEAF.
A pesar de esta oposición, Eisenhower seguía convencido de la necesidad de un mando unificado y expuso su propuesta en los mensajes al general del ejército George Marshall y al general de la Fuerza Aérea Henry H. Arnold solicitando la asignación de un oficial del Cuerpo Aéreo como comandante del cuartel general unificado. Marshall, sin embargo, pidió que se aclarase el papel del comandante, y quién tendría el mando de las fuerzas aerotransportadas, una vez que hubieran desembarcado y entrasen en acción.
Después de mucha discusión los tres hombres se pusieron de acuerdo en que un comandante de la Fuerza Aérea tuviera el control de todas las fuerzas en el aire hasta que la situación sobre el terreno permitiera el apoyo logístico para el normal funcionamiento de las fuerzas implicadas, en ese momento el control volvería a un comandante de tierra.

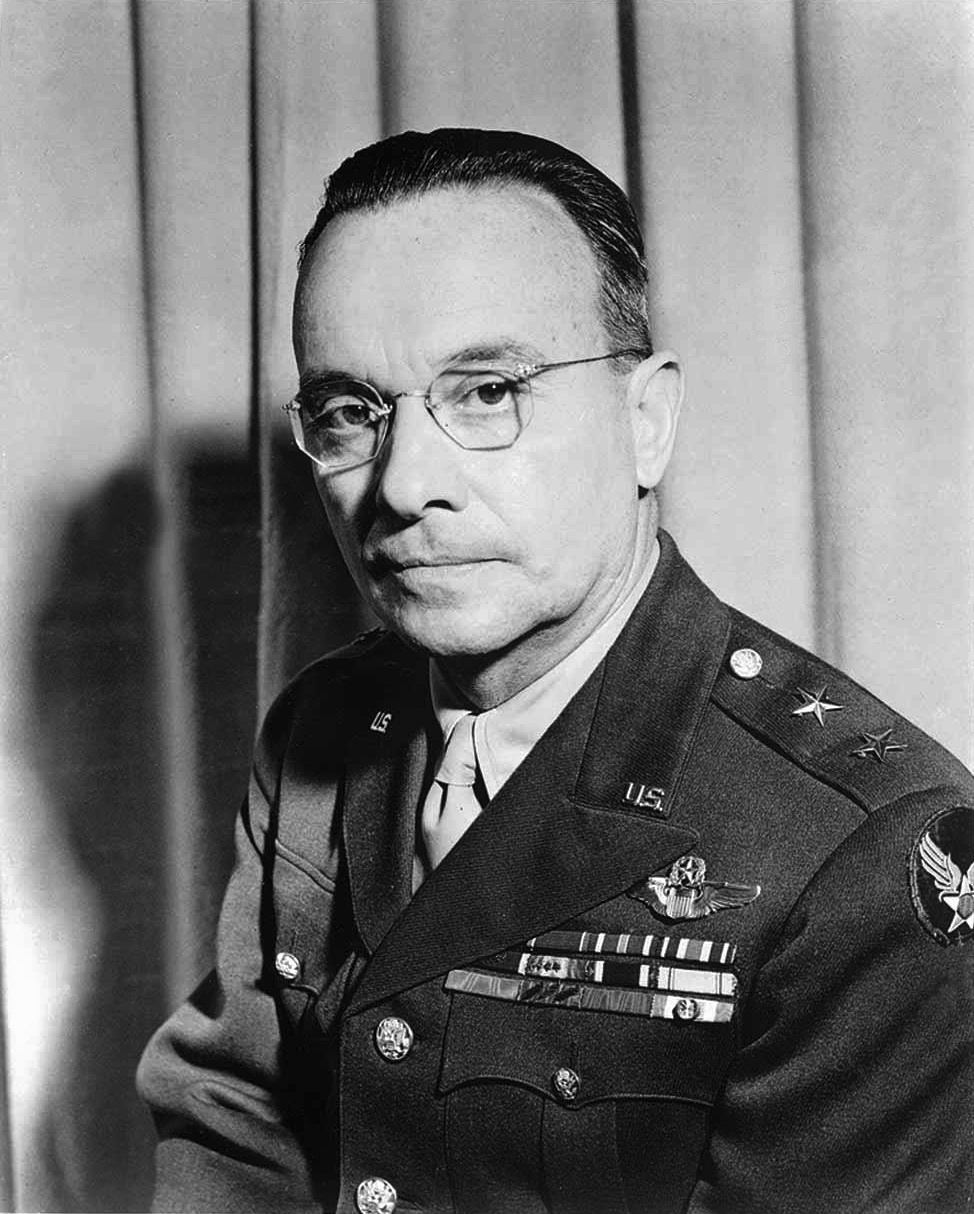
Teniente general Lewis Brereton, comandante del Primer Ejército Aerotransportado Aliado.

Una vez resueltos los problemas del cuartel general unificado, comenzó la búsqueda para el personal cualificado. El Departamento de Guerra Estados Unidos indicó que algunos miembros del personal del Centro de Airborne en Camp Mackall estarían disponibles, la 2.ª Brigada Aerotransportada británica sería disuelta y su personal transferido al nuevo cuartel general. Además, las United States Strategic Air Forces in Europe destinarían diez oficiales y cincuenta soldados. Tras un debate entre Eisenhower, Arnold y Marshall, se decidió que el primer oficial al mando de la formación iba a ser un miembro del USAAF el teniente general Lewis H. Brereton, que se encontraba al mando de la Novena Fuerza Aérea.
Brereton, que se enteró de su nombramiento el 17 de julio, cuando se encontraba reunido con el comandante de la USAAF, el general Carl Spaatz, estaba inicialmente convencido de los méritos de un cuartel general combinado, y sugirió que las fuerzas estadounidenses en el aire se pusieran bajo el mando de la Novena Fuerza Aérea, sugerencia que fue rechazada por Eisenhower. Después de haber aceptado el nombramiento, Brereton recomendó que el cuartel general combinado fuera rebautizado como Primer Ejército Aerotransportado Aliado, lo que fue aprobado por Eisenhower el 16 de agosto, a pesar de la oposición del general Bull, quien argumentó que ese nombre sería inexacto, ya que creía que no había intención de utilizar la organización como un ejército.
A la nueva organización se le fue asignado el control operativo de un número de unidades de transporte aéreo y de tropas. Estas fueron: IX Troop Carrier Command, el XVIII Cuerpo Aerotransportado, que controlaba la 82.ª División Aerotransportada, la 101.ª División Aerotransportada, La 17.ª División Aerotransportada y una serie de unidades aéreas independientes, y todas las fuerzas británicas en el aire incluida la 1.ª División Aerotransportada y la 6.ª División Aerotransportada británicas, la 1.ª Brigada del SAS, la 1.ª Brigada Independiente de Paracaidistas polacos, y por último unidades de transporte de tropas de la RAF, cuyo número podría variar dependiendo de la hora y la operación desarrollada. Como comandante del Primer Ejército Aerotransportado Aliado, Brereton era directamente responsable ante el comandante supremo aliado de la Fuerza Expedicionaria, el general Eisenhower.

## Operaciones aerotransportadas
Dos semanas después de ser activado se le asignó su primera operación. En agosto de 1944, las fuerzas estadounidenses del general Omar Bradley pusieron en marcha la Operación Cobra destinada a permitir la salida de las fuerzas aliadas de Normandía después de varios meses de lento avance contra la fuerte resistencia alemana. La operación había sido un éxito, a pesar de un feroz contraataque alemán el 7 de agosto con nombre en clave Operación Lüttich, y un gran número de divisiones alemanas habían quedado atrapadas entre los cuatro municipios de Tarun, Argentan, Vimoutiers y Chambois cerca de Falaise en Francia en lo que había recibido el nombre de Bolsa de Falaise.
El 13 de agosto, las fuerzas aerotransportadas al mando del Primer Ejército Aerotransportado Aliado fueron trasladadas a campos de aviación en el norte de Francia para participar en la Operación Transfigure, cuyo objetivo era impedir la retirada de estas fuerzas alemanas. La planificación de la operación se desarrolló a una etapa muy avanzada, y se había involucrado a la 1.ª División Aerotransportada, la 101.ª División Aerotransportada, la Primera Brigada Independiente de Paracaidistas polacos y la 52.ª (Lowland) División Infantería británica, y un cierto número de unidades de apoyo. Los planificadores de la operación tenían previsto que las divisiones aerotransportadas y la brigada aterrizasen cerca de Rambouillet y capturasen una pista de aterrizaje. Una vez conseguido los objetivos, la 52.ª División sería enviada para ayudar en el establecimiento de una cabeza de puente aérea, la cual podrían utilizar los blindados aliados como una base avanzada para avanzar hacia París.
La operación fue cancelada antes de que pudiera comenzar. Varias operaciones más fueron planeadas a finales de agosto y principios de septiembre, tras la cancelación de Trasnfigure. La Operación Boxer se refería a la captura de Boulogne-sur-Mer por las mismas fuerzas, y el 3 de septiembre la Operación Linnet, con la adición de la 82.ª División Aerotransportada, que consistía en la captura de Tournai, Bélgica y crear una cabeza de puente sobre el río Escalda, que cercaría un gran número de formaciones en retirada alemana de una manera similar a Transfigurer. Ambas operaciones fueron canceladas, debido al rápido movimiento de las fuerzas terrestres aliadas que avanzaban a través de Francia y hacia Bélgica, un avance tan rápido que no permitía al Primer Ejército Aliado Aerotransportada suficiente tiempo para planear una operación y desplegar sus fuerzas antes de que sus objetivos fueran invadidos por fuerzas de tierra. Esta situación cambió, sin embargo, a mediados de septiembre, cuando las fuerzas aliadas alcanzaron la frontera alemana y la Línea Sigfrido y se encontraron con una considerable resistencia alemana: las fuerzas alemanas comenaron a establecer posiciones defensivas organizadas y el avance aliado sufrió una desaceleración.

### Operación Market-Garden
La génesis de la Operación Market-Garden fue una operación más pequeña planificada por el personal de la 1.ª División Aerotransportada, con el nombre clave de Operación Cometa e iba a comenzar el 2 de septiembre de 1944. Se preveía utilizar la 1.ª División Aerotransportada, junto con la Primera Brigada Independiente de Paracaidistas polacos, para asegurar varios puentes sobre el Rin a fin de ayudar al avance de los Aliados en la llanura del Norte de Alemania. La 1.ª División Aerotransportada, la 1.ª Brigada Airlanding y la Primera Brigada Independiente de Paracaidistas polacos serían lanzados sobre Nimega, 1.ª Brigada de Paracaidista en Arnhem y la 4.ª Brigada de Paracaidistas en Grave.
El creador de la operación fue mariscal de campo Bernard Montgomery, que estaba en desacuerdo con la estrategia de "frente amplio" favorecida por Eisenhower, en la cual todos los ejércitos aliados en el noroeste de Europa avanzarían simultáneamente. Montgomery, sin embargo, creía que se debía lanzar un solo golpe contra las fuerzas alemanas, mientras aún estaban organizando sus defensas, y la Operación Cometa se basaba en este principio: las fuerzas aliadas bajo el mariscal Montgomery serían capaces de moverse a través de Holanda, cruzar los ríos capturados por las fuerzas aerotransportadas, flanquear la Línea Sigfrido y entrar en la zona norte de Alemania, y en última instancia, llegar a Berlín.

### Batalla de las Ardenas
Con el fracaso final de la Operación Market-Garden, el avance aliado se detuvo para ser reemplazado por varios meses de combates estáticos contra las fuerzas alemanas, sin operaciones aliadas en el aire en proyecto o ejecución. Este período se rompió, sin embargo, con una gran ofensiva lanzada por los alemanes bajo las órdenes de Adolf Hitler.
El 16 de diciembre de 1944 comenzó la Operación Guardia en el Rin (Unternehmen Wacht am Rhein), cuando tres ejércitos alemanes atacaron a través de las Ardenas,  y cientos de miles de tropas alemanas y tanques rompen las líneas aliadas. La operación cogió a las fuerzas aliadas completamente por sorpresa, y varias unidades bajo el mando del Primer Ejército Aerotransportado Aliado se involucraron en el intento de los Aliados para detener en primer lugar, y luego repeler la ofensiva; estas unidades fueron principalmente la 101.ª División Aerotransportada y la 82.ª División Aerotransportada.

### Operación Varsity
Con el fin de la participación de las divisiones 101.ª y 82.ª en el rechazo del contraataque alemán en las Ardenas entre diciembre de 1944 y enero de 1945, las fuerzas aerotransportadas al mando del Primer Ejército Aerotransportado Aliado no participarían en otra operación en el aire hasta marzo. En marzo de 1945, los ejércitos aliados habían avanzado en Alemania y habían llegado al Rin. El Rin era un obstáculo natural formidable para el avance aliado, pero si lo podían cruzar permitiría a la Aliados acceder al norte de Alemania y en última instancia, avanzar hacia Berlín y otras ciudades importantes del norte. 
El mariscal de campo Bernard Montgomery, al mando del 21º Grupo de Ejércitos, ideó la Operación Plunder, un plan para permitir que las fuerzas bajo su mando, el Segundo Ejército, mandado por el teniente general Miles Dempsey y el Noveno Ejército de Estados Unidos mandado por el teniente general William Simpson cruzasen el Rin en Rees, Wesel, y un área al sur del Lippe. Para garantizar el éxito de la operación, Montgomery insistió en que un componente aéreo se uniera a los planes, para prestar apoyo a los asaltos anfibios que se llevarían a cabo, que era el nombre clave de Operación Varsity.
Tres divisiones aerotransportadas fueron seleccionadas inicialmente para participar en Varsity: la 6.ª División Aerotransportada británica, la 13.ª. y la 17.ª División Aerotransportada estadounidenses, todas las cuales fueron asignadas al XVIII Cuerpo Aerotransportado. La 6.ª División estaba formada por veteranos que habían tomado parte en Operación Overlord. Sin embargo, la 17.ª División Aerotransportada se activó en abril de 1943 y había llegado a Gran Bretaña en agosto de 1944, demasiado tarde para participar en la Operación Overlord. Tampoco participó en la Operación Market-Garden, y la única acción que habían visto fue durante la batalla de las Ardenas y nunca habían participado en una salto en combate. La 13.ª División Aerotransportada fue activada en agosto de 1943 y enviada a Francia en 1945, pero la formación en sí misma nunca entró en acción, aunque uno de sus regimientos, el 517.º Regimiento de Infantería participó en la Campaña de Italia, en la Operación Dragoon, y en la Batalla de las Ardenas.
La planificación de la Operación Varsity consistía en primer lugar en trasladar las tres divisiones aerotransportadas tras las líneas alemanas. Sin embargo, durante las primeras etapas de la planificación Varsity, se hizo evidente que la 13.ª División Aerotransportada no podría participar en la operación, ya que solo había suficientes aviones de transporte para dos divisiones. Las dos divisiones se lanzaron en la orilla oriental del Rin, cerca de las ciudades de Hamminkeln y Wesel tras las líneas alemanas, e intentarían desbaratar las defensas enemigas con el fin de contribuir al avance del Segundo Ejército británico hacia Wesel.
A la 6.ª División se le encomendó la conquista de las ciudades de Schnappenberg y Hamminkeln, así como reducir la presencia enemiga y tomar tres puentes sobre el río IJssel. La 17.ª División Aerotransportada estadounidense tenía como objetivos la conquista de la ciudad de Diersfordt y la eliminación del resto de las unidades alemanas del bosque de Diersfordter. La Operación Varsity fue la última a gran escala realizada en el curso de la guerra, y la mayor operación aerotransportada hasta el presente.

### Operaciones canceladas
Varias operaciones aéreas estaban previstas para el Primer Ejército Aerotransportado Aliado tras el final de la Operación Varsity. La primera fue la Operación Arena, que preveía el lanzamiento de entre seis y diez divisiones en lo que se denominó «una cabeza de puente aéreo estratégico» en Kassel una región del norte de Alemania con el fin de arrebatar una gran franja de territorio a los defensores alemanes y dar la ejércitos aliados una plataforma para nuevos avances en Alemania. La 13.ª División fue seleccionada para participar, junto con la 17.ª, 82.ª y 101.ª, y la 6.ª División y 1.ª División británicas Se fijó el 1 de mayo para el inicio de la operación, pero fue cancelada en última instancia el 26 de marzo debido al rápido avance de los Aliados.
La Operación Gargantilla II, iba a ser un lanzamiento en la orilla oriental del Rin cerca de Worms, y fue cancelada solo unas horas antes del despegue debido a que las fuerzas de tierra aliadas invadieron las zonas de aterrizaje propuestas. La Operación Effective estaba diseñada para evitar la creación de una fortaleza por parte de los alemanes en los Alpes, pero fue cancelada cuando la inteligencia militar indicó que dicha fortaleza no existía.

## Unidades Subordinadas
El Primer Ejército Aerotransportado Aliado estaba formado por las siguientes unidades.
- XVIII Cuerpo Aerotransportado
  -  17.ª División Aerotransportada
  - 82.ª División Aerotransportada
  - 101.ª División Aerotransportada
  - 13.ª División Aerotransportada (en 1945)
- I Cuerpo Aerotransportado
  - 1.ª División Aerotransportada
  - 6.ª División Aerotransportada
  - 52. (Lowland) División
  - 1.ª Brigada Servicio Aéreo Especial
  - 1.ª Brigada Independiente de Paracaidistas polacos.
  - 1.er Regimiento de Cazadores Paracaídistas (Francia)
  - 2.º Regimiento de Cazadores Paracaídistas
  - 3.er Regimiento de Cazadores Paracaídistas
- IX Tropp Carrier Command USAAF
- 38 Group Transport Command Royal Air Force
- 46 Group Transport Command RAF